# Mạc Phúc Nguyên
 (octobre 2018).
Si vous disposez d'ouvrages ou d'articles de référence ou si vous connaissez des sites web de qualité traitant du thème abordé ici, merci de compléter l'article en donnant les références utiles à sa vérifiabilité et en les liant à la section « Notes et références ».
Mạc Tuyên Tông (? - décembre 1561), né sous le nom Mạc Phúc Nguyên, est le quatrième empereur du Đại Việt (ancêtre du Viêt Nam) de la dynastie Mạc. Il règne de 1546 à 1561. 
Il est précédé par Mạc Phúc Hải et remplacé par Mạc Mậu Hợp. 